# 고리형 산소화효소
고리형 산소화효소(영어: cyclooxygenase, COX) 또는 시클로옥시게나제 또는 사이클로옥시제네이스는 아라키돈산으로부터 트롬복세인 및 프로스타사이클린과 같은 프로스타글란딘을 포함한 프로스타노이드의 형성을 담당하는 효소(특히 동질효소 계열, EC 1.14.99.1)이다. 고리형 산소화효소는 공식적으로 프로스타글란딘-엔도퍼옥사이드 생성효소(영어: prostaglandin-endoperoxide synthase, PTGS)로 알려져 있다. 고리형 산소화효소는 동물 헴 의존적 과산화효소 계열의 일원으로 프로스타글란딘 G/H 생성효소(영어: prostaglandin G/H synthase)로도 알려져 있다. 촉매되는 특정 반응은 아라키돈산으로부터 짧은 수명의 프로스타글란딘 G2 중간생성물을 거쳐 프로스타글란딘 H2로의 전환 과정이다.

## 같이 보기
- 산소화효소
- 프로스타글란딘
- 비스테로이드성 항염증제 (NSAID)
- 고리형 산소화효소-1 (COX-1)
- 고리형 산소화효소-2 (COX-2)
- 고리형 산소화효소-3 (COX-3, 사람에서 기능하지 않음)